# Incidentes de la Casa de Juntas de Guernica de 1981
Los incidentes de la Casa de Juntas de Guernica de 1981, tuvieron lugar el 4 de febrero. Durante el primer viaje oficial al País Vasco que llevaban a cabo los reyes Juan Carlos y Sofía desde su proclamación, se celebró un acto solemne en la Casa de Juntas de Guernica, presidido por el rey, al que asistían diputados y senadores elegidos en el País Vasco, diputados del Parlamento Vasco y de las Juntas Generales de Álava, Guipúzcoa y Vizcaya y Diputaciones Forales.  
Tras las intervenciones del diputado general de Vizcaya, José María Makua, el presidente del Parlamento Vasco, Juan José Pujana y el lehendakari, Carlos Garaikoetxea, cuando el rey se disponía a pronunciar su discurso, un grupo de representantes electos de Herri Batasuna y LAIA le interrumpieron cantando, con el puño en alto, el «Eusko gudariak». El resto de diputados intentó acallarlos con aplausos hacia el monarca. Ante la prolongación de los incidentes, los electos de HB fueron desalojados por miembros de los servicios de orden del Gobierno Vasco. Por este hecho fueron procesados, acusados de delitos de injurias contra el Jefe de Estado y desórdenes públicos, las siguientes personas: Francisco Letamendia (que no participó en los incidentes), Antonio Ibarguren, Miguel Castells, Juan Bautista Izaguirre, Iñaki Ruiz de Pinedo, Jokin Gorostidi, Jon Idigoras, Jose Ramon Etxebarria, José María Alix, Bernardo Javier Onaindía, Santiago Brouard, Javier Pérez de Heredia, Xabier Amuriza, Txomin Ziluaga, José Luis Cereceda, Guillermo Pérez López de Letona y Severino Rodríguez de Yurre, de Herri Batasuna, y José Andrés Elósegui y Martín Jáuregui, de LAIA. Tanto Letamendia como Onaindía fueron juzgados en rebeldía.
Las imágenes de lo sucedido emitidas por TVE causaron una enorme conmoción, especialmente entre la extrema derecha y entre los sectores involucionistas del Ejército, vinculados directa o indirectamente con ella. Un ejemplo lo podría constituir el artículo que el general Fernando de Santiago, antiguo vicepresidente del Gobierno, publicó en el diario ultraderechista El Alcázar titulado «Situación límite» en el que decía:

El espectáculo de Guernica es la muestra del estado de descomposición en que se encuentra España. Es intolerable y vejatorio todo lo que está pasando… En nuestra Patria no se respeta a nadie. La larga marcha de secuestros y de asesinatos de civiles, militares, guardias civiles, policías, etcétera, es la prueba más evidente de que aquí no hay autoridad y, por tanto, hay que restablecerla. Los partidos políticos no representan al pueblo en estos momentos. […] En nuestra historia hemos vivido momentos tan difíciles como el presente, pero siempre, en situaciones parecidas a ésta, hubo españoles que rescataron y salvaron a España.

El Tribunal Supremo condenó en noviembre de 1983 a los procesados por desórdenes públicos, absolviéndoles del de injurias. Sin embargo, en 1986, el Tribunal Constitucional anuló la sentencia ordenando la repetición del juicio. En 1993, el Tribunal Supremo les absolvió al considerar que su protesta fue un "legítimo ejercicio del derecho a la libre expresión", mediante la comunicación "al Monarca de un estado de insatisfacción pública".